# Strangesta franklandiensis
Strangesta franklandiensis är en snäckart som först beskrevs av Forbes 1851.  Strangesta franklandiensis ingår i släktet Strangesta och familjen Rhytididae. Inga underarter finns listade i Catalogue of Life.